# John S. Zamecnik
John Stepan Zamecnik (Cleveland, 14 mei 1872 – Los Angeles, 3 juni 1953) was een Amerikaans componist en dirigent. Hij gebruikte ook het pseudoniem Dorothy Lee, naast 13 andere pseudoniemen. 

## Levensloop
Hij deed van 1887 tot 1892 muziekstudies aan het befaamde conservatorium te Praag, onder andere bij Antonín Dvořák. Van 1892 tot 1895 studeerde hij aan het National Conservatory in New York om in 1895 weer naar Praag terug te gaan. Maar 1899 kwam hij uiteindelijk weer naar de Verenigde Staten terug om daar te leven. Hij werd lid van het Pittsburgh Symphony Orchestra als violist en later concertmeester met Victor Herbert. Later werd hij dirigent van het orkest van het Hippodrome Theater in Cleveland (Ohio). 
Als componist schreef hij een groot aantal werken voor filmmuziek en ging daarom in 1924 ook naar Hollywood. 

## Composities

### Werken voor orkest
- 1919 My Cairo Love, Egytische serenade
- 1921 Somewhere In Naples
- Babylonian Nights
- China Doll Parade, voor orkest en orgel
- I Gathered a Rose
- Treacherous Knave
- Wings

### Werken voor harmonieorkest
- 1928 Scarlet Mask, ouverture
- 1930 Olympia, ouverture
- 1935 World Events, mars
- 1936 1776, ouverture
- 1939 Fortuna, ouverture
- Indian Dawn, serenade
- Neapolitan Nights
- Southern Miniatures, suite

### Vocale muziek
- 1915 California - tekst: Adele Humphrey

### Filmmuziek
- 1923 The Covered Wagon
- 1926 Old Ironsides - Sons of the Sea
- 1927 Wings
- 1927 The Rough Riders - The Trumpet Calls
- 1928 Abie's Irish Rose
- 1928 The Wedding March
- 1929 Betrayal
- 1929 Redskin
- 1930 Bear Shooters
- 1930 When the Wind Blows
- 1931 Strictly Dishonorable
- 1931 Pardon Us - Gaol Birds - Jailbirds
- 1932 Wild Girl - Salomy Jane
- 1932 Chandu the Magician
- 1932 My Pal, the King
- 1932 Igloo
- 1932 Impatient Maiden
- 1932 Looking on the Bright Side
- 1933 The Worst Woman in Paris?
- 1933 The Power and the Glory - Power and Glory
- 1933 Paddy the Next Best Thing
- 1933 Deluge
- 1933 Shanghai Madness
- 1933 The Man Who Dared
- 1933 The Warrior's Husband
- 1933 Zoo in Budapest
- 1933 Dangerously Yours
- 1933 The Face in the Sky
- 1933 Cavalcade
- 1934 Dos más uno dos - Two and One Two
- 1934 Baby Take a Bow
- 1934 Midnight - Call It Murder
- 1935 The Fighting Marines
- 1935 The Lady in Red
- 1935 The Adventures of Rex and Rinty
- 1935 Our Little Girl
- 1935 Charlie Chan in Egypt
- 1935 Buddy's Pony Express
- 1936 Milk and Money
- 1936 Boulevardier from the Bronx
- 1937 Egghead Rides Again
- 1937 S.O.S. Coast Guard
- 1937 Come On, Cowboys!
- 1937 Riders of the Whistling Skull - The Golden Trail
- 1938 The Terror of Tiny Town
- 1939 Snowman's Land
- 1939 Porky and Teabiscuit
- 1941 The Farmer's Wife
- 1942 The Impatient Patient
- 1942 Fresh Hare
- 1943 To Duck... or Not to Duck
- 1943 Tortoise Wins by a Hare
- 1944 The Old Grey Hare
- 1944 Buckaroo Bugs
- 1945 Draftee Daffy
- 1949 The Grey Hounded Hare
- 1954 Claws for Alarm
- 1958 The Man Upstairs

### Orkestratie
- 1916 Nola van Felix Arndt (1889 - 1918)

- Biblioteca Nacional de España: XX1254815
- Bibliothèque nationale de France: cb16446042w (data)
- Gemeinsame Normdatei: 143754009
- International Standard Name Identifier: 0000 0001 2028 7238
- Library of Congress Control Number: no98076914
- Nationale Bibliotheek van Letland: 000066994
- MusicBrainz: dad4fb6d-bdbd-4053-8761-3aa6a5fd21f0
- Nationale Bibliotheek van Tsjechië: mzk2011637268
- Nationale bibliotheek van Australië: 49283963
- Nationale Bibliotheek van Israël: 987007398536805171
- SNAC: w62r414r
- Trove: 1489962
- Virtual International Authority File: 75935505
- WorldCat: E39PBJdWVb8R6krMwkYBcR9dQq